# Will Champion
William "Will" Champion (Southampton, 31 juli 1978) is een Britse drummer van de eveneens Britse band Coldplay.
Zijn vader Timothy Champion geeft les aan de University of Southampton. Toen hij jong was, werd hij muzikaal beïnvloed door Tom Waits en traditionele Ierse volksmuziek. Hij speelde gitaar, maar had ook ervaring met piano, bas en fluit. Voor hij in Coldplay kwam, speelde hij in de band Fat Hamster.
Hij studeerde antropologie aan University College London, waar hij zijn latere bandgenoten ontmoette en ze Coldplay vormden maar met het probleem zaten dat er geen drummer was. De muzikale duizendpoot Champion leerde drummen.
Champion en de bassist van Coldplay (Guy Berryman) speelden mee op het eerste soloalbum van a-ha toetsenist Magne Furuholmen, Past Perfect Future Tense.
Ook had hij een kleine gastrol in de populaire Tv-serie Game Of Thrones, in de aflevering 'Rains of Castamere', als een van de muzikanten op de zogeheten 'Red Wedding'. 
Will was het eerste Coldplay lid dat trouwde: hij huwde de lerares Marianne Dark in 2003. Hun eerste kind, een meisje, werd geboren op 28 april 2006. Op 7 mei 2008 schonk Marianne het leven aan een mannelijke tweeling.
- Bibsys: 5031896
- CiNii: DA18021816
- Gemeinsame Normdatei: 1109815522
- International Standard Name Identifier: 0000 0000 5664 1633
- MusicBrainz: 6953c4db-7214-4724-a140-e87550bde420
- Nationale Bibliotheek van Tsjechië: xx0090245
- Nederlandse Thesaurus van Auteursnamen: 434181579
- Virtual International Authority File: 79880159
- WorldCat: E39PBJpDMRrH7F6dgMVJqHfcyd